# Белви ла Монтањ
Белви ла Монтањ (фр. Bellevue-la-Montagne) насеље је и општина у централној Француској у региону Оверња, у департману Горња Лоара која припада префектури Пиј ан Веле.
По подацима из 2011. године у општини је живело 472 становника, а густина насељености је износила 14,42 становника/km². Општина се простире на површини од 32,74 km². Налази се на средњој надморској висини од 990 метара (максималној 1.061 m, а минималној 600 m).

## Демографија
| 1962. | 1968. | 1975. | 1982. | 1990. | 1999. | 2011. |
| ----- | ----- | ----- | ----- | ----- | ----- | ----- |
| 599   | 687   | 580   | 521   | 487   | 479   | 472   |

График промене броја становника у току последњих година